# Look at Me
Pour le documentaire sur la vie et la mort de XXXTentacion, voir Look at Me.
Singles de XXXTentacion
What in XXXTarnation
(2017)
Look at Me (stylisé comme Look At Me!) est le premier single du rappeur américain XXXTentacion. La chanson a été publiée le 30 décembre 2015 sur le compte SoundCloud de Cristian Rojas, le coproducteur de la chanson, avant d'être publiée en téléchargement numérique en tant que single le 29 janvier 2016. La chanson sert de premier single de sa première mixtape commerciale intitulée Revenge. Le morceau a été produit par Rojas et Jimmy Duval, et échantillonne fortement la chanson de 2007 Changes du DJ et producteur de disques britannique dubstep Mala.
La chanson a culminé au numéro 34 du Billboard Hot 100 américain. Look at Me a été certifié platine par la Recording Industry Association of America (RIAA) le 14 août 2017, avec plus d'un million d'unités équivalentes simples.
La chanson est classée parmi les 100 chansons qui ont défini la décennie 2010 selon Billboard.

## Contexte
Dans des annotations vérifiées ajoutées aux paroles de la chanson sur le site web Genius, Cristian Rojas, le coproducteur de la chanson, a expliqué comment la chanson a été créée :
Un jour, X et moi étions assis au berceau en train d'écouter des rythmes et il ne se balançait pas vraiment avec aucun d'entre eux, et puis le dernier que je lui ai montré était ce rythme, et il m'a dit : "Rojas, ça y est !" En 15 minutes, c'était fait. X connaissait déjà toute la chanson dans sa tête avant de la faire. Il est incroyablement créatif. X a décidé de déformer toute la piste en une seule.
Rojas a également parlé de l'origine du beat :
Nous l'avons réalisé au Studio de Jimmy Duval. Le rythme a en fait été fait pour Retch, lorsqu'il est venu à Miami après avoir donné un concert à Tampa. Il restait dans le berceau de Jimmy après que je les ai présentés, quand Jimmy et moi avons décidé de travailler sur des trucs pour Retch. C'est à ce moment-là que nous avons réalisé "Look At Me!". Nous n'avons jamais pu l'envoyer à Retch parce qu'il est allé en prison et j'ai perdu contact avec lui et sa direction.
Rojas a enfin expliqué comment ils avaient trouvé l'échantillon :
Quelques mois avant de le sampler, j'écoutais une chanson de Young Roddy intitulée "Water" et je le baisais lourdement. Je pensais que l'échantillon était vraiment difficile et je voulais l'utiliser, mais j'ai échoué à plusieurs reprises avant de réussir.

## Composition
Le morceau, qui a un tempo de 139 BPM, (battements par minute), échantillonne fortement "Changes" du DJ et producteur de disques britannique dubstep Mala. Look at Me présente une basse extrêmement lourde et déformée, créant un sentiment agressif tout au long du morceau. Alors que certains ont critiqué la forte distorsion comme étant un cas de mauvais mixage, Rojas, le producteur, a déclaré que le mauvais mixage et la distorsion de la piste étaient intentionnels pour différencier la chanson des autres chansons hip-hop populaires de l'époque.

## Performance commerciale
Look at Me fait ses débuts à la 94ème place du Billboard Hot 100 américain pour le classement du 25 février 2017 et a culminé à la 34ème. Le morceau a été classé pendant vingt semaines, devenant la chanson de XXXTentacion ayant été classée le plus longtemps jusqu'à la sortie de Sad! (trente-huit semaines sur les classements). Le single a ensuite été intégré au Billboard Year-End Hot 100 de 2017 au numéro 99,,,. Look at Me est certifié 2 × Platine par la Recording Industry Association of America (RIAA) le 31 juillet 2019, avec plus de deux millions d'unités vendues.

## Clip
Le clip officiel de la chanson est sorti sur la chaîne YouTube de XXXTentacion le 12 septembre 2017. La vidéo présente à la fois les singles Look at Me et Riot.

## Controverse
La chanson est liée à une controverse au début de 2017 lorsque le rappeur canadien Drake a utilisé un flux de rap similaire à Look at Me dans une chanson intitulée KMT. Cela a déclenché une montée virale de la popularité de la chanson, ainsi que d'XXXTentacion lui-même, alors qu'il était incarcéré à l'époque,. Drake a sorti la chanson KMT en featuring avec le rappeur anglais Giggs, sur sa mixtape commerciale More Life, qui a été commercialisée comme une "playlist".
La chanson a suscité une nouvelle controverse en septembre 2017 lors de la sortie du clip vidéo représentant un enfant blanc pendu sur scène en plus d'autres représentations diverses de meurtre et de mort,,. Bien que fortement critiqué par les médias conservateurs, Onfroy a précisé via Instagram que la vidéo était censée être prise au sérieux en tant que forme d'art et qu'elle était une forme de valeur de choc. Peu de temps après, Onfroy a affirmé sur une vidéo Instagram qu'un membre du Ku Klux Klan l'avait menacé pour les représentations de la chanson,.